# Курабцев, Сергей Николаевич
Сергей Николаевич Курабцев (1902—1946) — российский архитектор.
Окончил Высший архитектурно-строительный институт.
Наиболее значительные постройки — выдержанные в «в лучших традициях конструктивизма» здания фабрик-кухонь в Москве на улицах Красная Пресня (дом 16, ныне снесён), Буженинова (в дальнейшем комбинат питания МЭЛЗ, сильно перестроен) и Большая Тульская (ныне Институт проблем безопасного развития атомной энергетики).
Скончался в 1942 году и был похоронен на Черкизовском кладбище в Москве (Большая Черкизовская ул., 17).